# Équipe du Zimbabwe des moins de 20 ans de football
Maillots
L'équipe du Zimbabwe du football moins de 20 ans est constituée par une sélection des meilleurs joueurs juniors zimbabwéens sous l'égide de la Fédération du Zimbabwe de football.

## Palmarès
Coupe d'Afrique des nations des moins de 20 ans
- Néant

### Championnat des moins de 20 ans COSAFA
- en:COSAFA U-20 Challenge Cup
  - Vainqueur en (6)  1985,1988,1990,2001,2002,2007
  - Finaliste en (4) 
1986,1993,1997 et 2018

## Parcours en Coupe d'Afrique des nations des moins de 20 ans
- 1977 : Non inscrit
- 1979 : Non inscrit
- 1981 : 2e tour
- 1983 : Quart de finale
- 1985 : Quart de finale
- 1987 : [2]
- 1989 : Non inscrit
- 1991 : 2e tour
- 1993 : 1er tour
- 1995 : Non inscrit
- 1997 : 2e tour
- 1999 : Non inscrit
- 2001 : Non inscrit
- 2003 : 2e tour
- 2005 : 2e tour
- 2007 : 1er tour
- 2009 : Non inscrit
- 2011 : Abandon
- 2013 : Abandon
- 2015 : Non inscrit
- 2017 : 2e tour
- 2019 : Non inscrit
- 2021 : Phase de groupe Zone Cosafa
- 2023 : Non inscrit
- 2025 : Demi-finales Zone Cosafa

## Parcours en Coupe du monde des moins de 20 ans
L’équipe du Zimbabwe n’a jamais participé a une Coupe du monde de football des moins de 20 ans.